# Новомиколаївка (Сімферопольський район)
Новомикола́ївка (крим. Novomykolayivka) — село Сімферопольського району Автономної Республіки Крим. Не плутати з мікрорайоном Сімферополя Новомиколаївка, що з'явився поруч у 1990-тих роках.

## Опис
Знаходиться на півдні від Сімферополя, межує з містом — з районами Новомиколаївка та Ак-Мечеть та з селом Чумак-Кари (Обрив), від якого село відділяють схили Чумакарської балки.
Входить до складу Перовської сільської ради.
Основні вулиці: Заліська, Заводська, Степова, Целінна, Соснова, Вишнева.
За даними сільради на 2009 рік, площа села 24,8 гектарів, на якій у 99 дворах значилося 346 жителів.

## Історія
Вперще згадується у 1922 році на карті Кримського статистичного управління як Ново-Миколаївка.
Згідно зі Списком населених пунктів Кримської АРСР по Всесоюзному перепису 17 грудня 1926 року, в селі було 13 дворів, з них 6 селянських, населення становило 60 осіб, із них 46 росіян, 7 українців, 6 німців, 1 чех.
За даними перепису 1989 року в селі проживало 294 особи, за переписом 2001 року — 316 осіб.